# Hannah Pick-Goslar

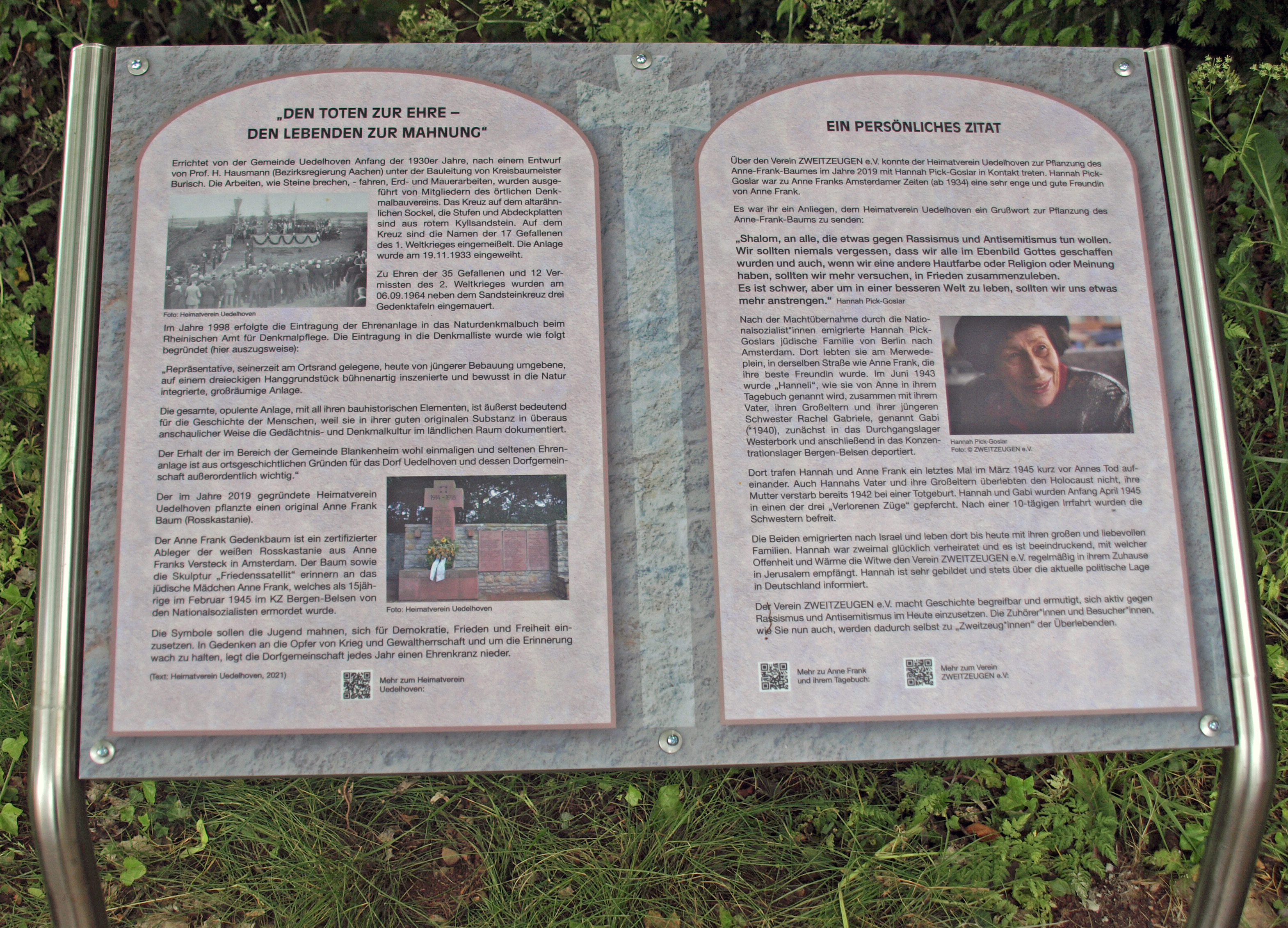
Infotafel in Uedelhoven

Hannah Elisabeth Pick-Goslar (geb. Goslar, geboren 12. November 1928 in Berlin-Tiergarten; gestorben 28. Oktober 2022 in Jerusalem) war eine deutsche Holocaustüberlebende. Sie wurde als beste Freundin von Anne Frank bekannt.

## Leben

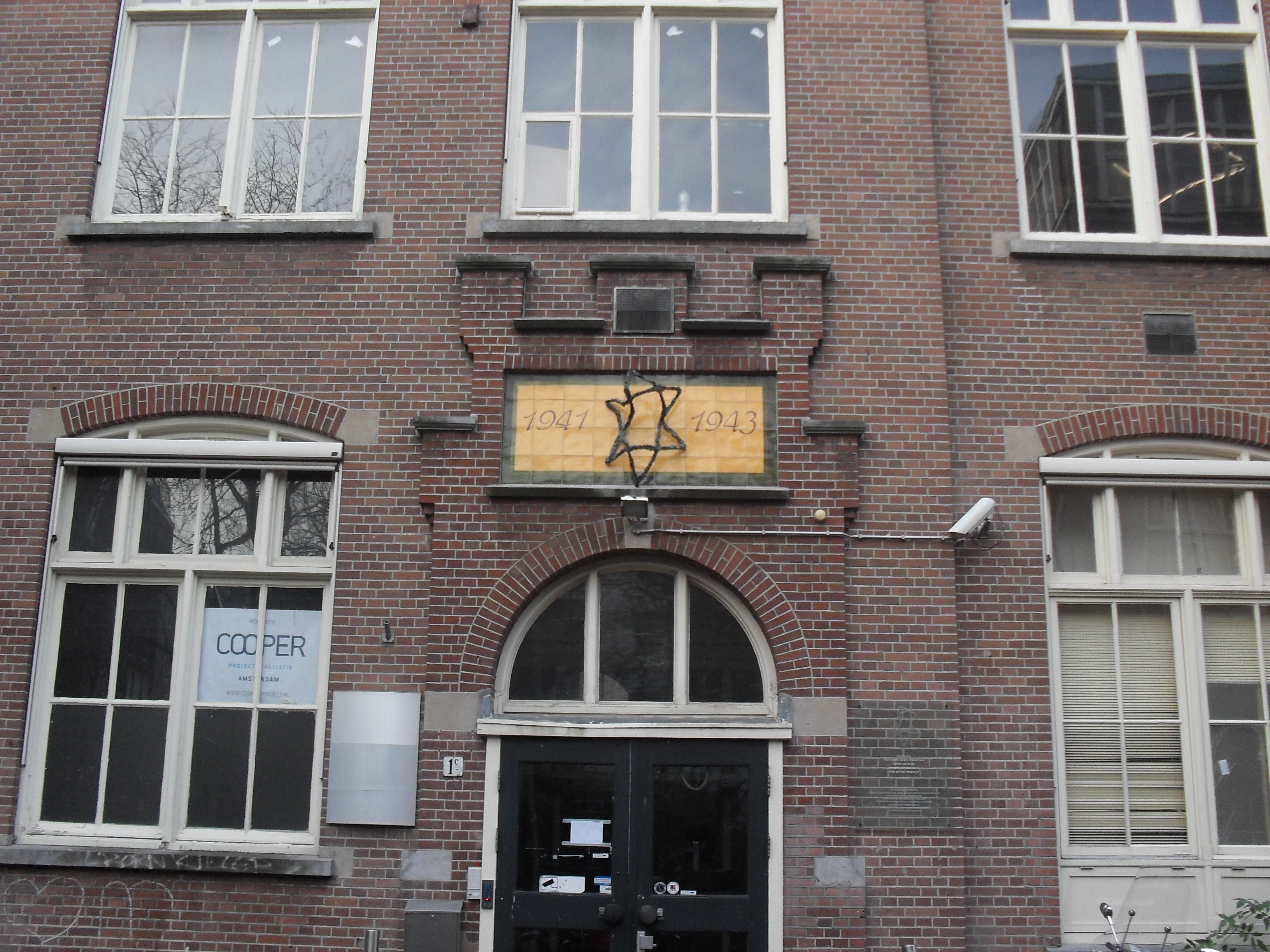
Jüdisches Gymnasium in Amsterdam, das Anne Frank und Hannah Goslar besuchten

Ihr Vater Hans Goslar war Leiter der Pressestelle im Preußischen Staatsministerium. Ihre jüngere Schwester ist Rachel Gabriele Mozes-Goslar (* 1940). Nach der Machtergreifung durch die Nationalsozialisten emigrierte die Familie nach Amsterdam. Dort lernte Hannah Anne Frank kennen und besuchte mit ihr die Schule. Als „Anne, Hanne und Sanne“ bildete sie mit Anne Frank und Sanne Ledermann ab 1934 ein enges Trio von Freundinnen.
Ihre Mutter starb im Oktober 1942 im Kindbett bei der Totgeburt ihres dritten Kindes. Im Juni 1943 wurde „Hanneli“, wie sie von Anne in ihrem Tagebuch genannt wird, zusammen mit ihrem Vater, ihren Großeltern und ihrer jüngeren Schwester Gabi von der Gestapo verhaftet und nach Bergen-Belsen deportiert. Dort traf sie ihre Freundin Anne im März 1945 kurz vor deren Tod wieder. Hannah wurde zusammen mit 2400 anderen Häftlingen am 11. April 1945 in den Verlorenen Zug gepfercht und überlebte nach einer 13-tägigen Irrfahrt durch Deutschland zusammen mit ihrer Schwester, neben Hannah der einzigen Überlebenden der Familie, den Holocaust.
Nach Aufenthalten in Amsterdam und der Schweiz reiste sie im Mai 1947 nach Palästina.
Sie heiratete Walter Pinchas Pick, hatte drei Kinder, elf Enkel und 31 Urenkel. Sie absolvierte eine Ausbildung zur Kinderkrankenschwester und arbeitete im Jerusalemer Krankenhaus Bikkur Holim.
Pick-Goslar unterstützte die Initiative „Zeichen gegen Rassismus und Antisemitismus“ durch die Pflanzung eines Anne-Frank-Erinnerungsbaumes in Uedelhoven. Sie war Zeitzeugin im Zeitzeugen-Verein.
Sie lebte bis zu ihrem Tod am 28. Oktober 2022 in Jerusalem.